# گمینا واشلکوو
گمینا واشلکوو (به لهستانی:  Gmina Wasilków) یک گمینا در لهستان است که در شهرستان بیاوستوک واقع شده‌است. گمینا واشلکوو ۱۲۷٫۱۷ کیلومتر مربع مساحت و ۱۲٬۷۹۰ نفر جمعیت دارد.